# Glossorhyncha
Glossorhyncha é um género botânico pertencente à família das orquídeas (Orchidaceae).